# Para qué te quedes conmigo
«Para qué te quedes conmigo» es el título de una canción escrita por el cantautor mexicano Tony Medina y producida por Gian Pietro Felisatti y coproducida por Miguel Blasco e interpretada por la cantautora y actriz mexicana Daniela Romo. Fue lanzada como el primer sencillo de su octavo álbum de estudio oficial De mil colores (1992).

## Rendimiento en listas
La canción debutó en la lista de Billboard Hot Latin Tracks en el número 20 el 19 de septiembre de 1992 y se mantuvo quedando así por dos semanas consecutivas.
Solo cuatro cantantes femeninas han logrado el mismo número de semanas (o más) en el número uno en la historia de Hot Latin Tracks: Ana Gabriel (14 semanas con «Ay amor» en 1988), Yuri (16 semanas con «Qué te pasa» en 1988) y Shakira (25 semanas con «La tortura» en 2005). 
| Lista (1992)                    | Máxima posición |
| ------------------------------- | --------------- |
| U.S. Billboard Hot Latin Tracks | 20              |
| México Top 100                  | 66              |